# Keresztelő Szent János-templom (Szentivánzelina)
A Keresztelő Szent János-templom római katolikus plébániatemplom Horvátországban, a Zágráb megyei Szentivánzelina településen.

## Fekvése
A templom Szentivámzelina központjában, a város főterének, az Ante Starčević térnek a keleti oldalán áll. A város és a tér domináns épülete.

## Története
A települést III. Béla király uralkodása alatt 1185-ben említik először. 1200-ban már állt Keresztelő Szent János tiszteletére szentelt temploma. Fejlődése a 14. században kezdődött, amikor 1328-ban Mikcs bántól kiváltságokat, köztük vásártartási jogot kapott. Ebben az időben Zelina központja volt az ősi Marócsa vármegyének, mely egyike volt az akkori Szlavónia kisebb megyéinek és később Zágráb vármegye területébe olvadt. A Marócsa név annyira összeforrt a várossal, hogy Szentivánzelinát egészen a 17. század végéig Marócsának (Moravče) nevezték.
A templom korai formájáról nincsenek írásos források. A mai templom legrégibb része a masszív, zömök, viszonylag alacsony harangtorony, kis ablaknyílásaival, mely a középkori templomok jellemzője. Hasonló harangtornya van a közeli templomok közül a bedenicai Mindenszentek-templomnak, melyről ismert, hogy 14. századi. A zelinai harangtorony a kutatások szerint egykor jóval alacsonyabb volt, csupán a mainak a második emeletéig ért. Az alsó szinteken, faragott kőből készült kis és keskeny nyílások vannak, míg az ötödik emelet falait nagy, íves nyílásokkal törték át. A templom 17. század folyamán valószínűleg megmaradt a középkori formájában, a harangtoronnyal a homlokzat előtt, egy viszonylag kicsi hajóval és szentéllyel, mely minden bizonnyal keskenyebb volt, mint a mai.
A 18. századtól az egyházlátogatásoknak köszönhetően már sokkal több információ áll a templomról rendelkezésre. A 18. század elején leírják, hogy a templom dombon áll, alapjai teljesen falazottak, van harangtornya, boltozott szentélye és sekrestyéje, míg a hajót fából készített, festett mennyezet fedi. A hajónak négy, dél felé néző ablaka volt a kóruson pedig egy, valószínűleg kisebb ablak volt. A templomnak két bejárata volt, az egyik a déli, a másik pedig a nyugati oldal felől. A szentélyt elég szélesnek és boltozatosnak írják le, melyet a déli oldaloról két ablak világít meg. Az északi oldalán volt a sekrestye. A kórus fából épült és festett volt. Nagyobb helyreállítás következett 1719 körül, mert míg az 1712-es vizitáció nem említ változásokat a korábbi egyházlátogatáshoz képest, 1733-ban maga a plébános írja, hogy a templomot megújították. A tetőzet felét kicserélték és új kórus épült. A hajó déli homlokzatához egy Szent József tiszteletére szentelt kápolnát építettek, mely négy ablakkal volt megvilágítva, melyek közvetve a hajót is megvilágították. 1735 és 1738 között tégla cinktóriumot építettek a templom köré, kör keresztmetszetű kőoszlopokkal. A templom jelentős felújítására került sor az 1740-es évek elején is, amikor a korábban villám rongálta harangtornyot és a homlokzatokat helyreállították. Javították a tetőzetet és a kórust is. 1761-ben már egy új, falazott kórust és három kriptát említenek. Ugyanez a vizitáció említi, hogy a plébános adott valamennyi pénzt a torony magasítására. Megemlítendő még, hogy a 18. század folyamán a berendezés többször is megújult. Az 1761-es vizitáció öt oltárt rögzít, melyek közül a főoltár Keresztelő János, a mellékoltárok pedig
Krisztus mennybemenetele, Szent Borbála, Szent Kristóf, valamint a kápolna oltára Szent József tiszteletére volt szentelve. A 19. században minden oltárt lecseréltek és a 18. századi berendezésből egyedül a barokk keresztelőmedence maradt meg. A 18. század végére a templom lényegében a cinktóriummal körülvett barokk falusi templomok képét mutatta.
A 19. század legelején Maksimilijan Vrhovac zágrábi püspök naplójában feljegyzi, hogy 1803-ban a zelinai templomban és öt oltárt szentelt fel. 1828-ban a templomban nagy tűzvész ütött ki, amelyben a vizitáció szerint leégett a templom teteje, akárcsak a templom melletti ház, az oltárok elpusztultak, a harangok pedig megolvadtak. Ezután mindent újjá kellett építeni. A következő évek az újjáépítéssel teltek el. Ennek keretében 1839-ben a sekrestyét bővítették, megújult a főoltár tabernákuluma, új szószék és a templom méreteihez méltó új orgona épült. 1842-ben újabb tűz ütött ki, melyben a templom ismét károkat szenvedett. Az ezt követő felújítás magában foglalta egy új hajó, szentély és sekrestye építését. Ekkor bontották le a Szent József kápolnát, melyet többé már nem említenek. Az új hajó, szentély és mellékszárnyak építése majdnem egy teljesen új templom építését jelentette, mely biztosan nem egy év alatt valósult meg, mint amelyet az egyházlátogatási irat jelez.
A templom 1881-ben és 1882-ben újabb felújításon esett át. Ekkor új tetőt emeltek, és a harangtornyot stabilizálták statikailag, ugyanis a negyven évvel korábbi építkezések zavart okoztak az épület statikai szerkezetében, melyet valószínűleg harangtorony korszerűsítése és az oldalirányú bővítések okoztak. Mindez alkalom volt arra, hogy az egész templom kívülről újjáépült, majd utána a belső tér új oltárokkal való felszerelése következett. A templomot a 20. század folyamán legalább kétszer felújították. Először a két világháború között, amikor sajnos elpusztították a pilaszterekkel és vakívekkel tagolt eredeti homlokzatot, valamint a harangtorony sapkáját, amelyet régi fényképekből ismerünk, majd az 1950-es és 1960-as években. újabb felújítás kezdődött a 21. század elején, 2002 és 2003 között, valamint 2007 és 2008 között.
A templom térbeli kialakítása, majd a 19. század első felének építései három stílus hatását tükrözik: a barokk, a klasszicizmus és korai historizmus. Ennek oka nemcsak gyakori természeti katasztrófák voltak, amelyek szükségessé tették a beavatkozást, hanem az a stilisztikai pluralizmus, amely a 19. század második harmadának építészetében egyre inkább előtérbe került az építészeti tervezésben.